# Vulkankolibri
Vulkankolibri (Selasphorus flammula) är en fågel i familjen kolibrier.

## Utseende
Vulkankolibrin är en liten kolibri med kort och rak näbb. Hanen har stålgrålila till magentarött på strupen och rostrött i stjärten. Honan liknar glitterkolibrin, men har mörka centrala stjärtpennor.

## Utbredning och systematik
Vulkankolibrin förekommer i Centralamerika, lokalt i Costa Rica och västra Panama. Den delas in i tre distinkta underarter med följande utbredning:
- Selasphorus flammula flammula – förekommer i Costa Rica (vulkaner Irazú och Turrialba)
- Selasphorus flammula torridus – förekommer i Sierra de Talamanca (Costa Rica) och vulkan Barú (västra Panama)
- Selasphorus flammula simoni – förekommer i Costa Rica (vulkaner Poás och Barva och Cerros de Escazú)

## Levnadssätt
Vulkankolibrin förekommer i bergstrakter, mestadels över 2000 meters höjd. Där födosöker den vid små blommor i trädgårdar, ungskog och skogsbryn.

## Status

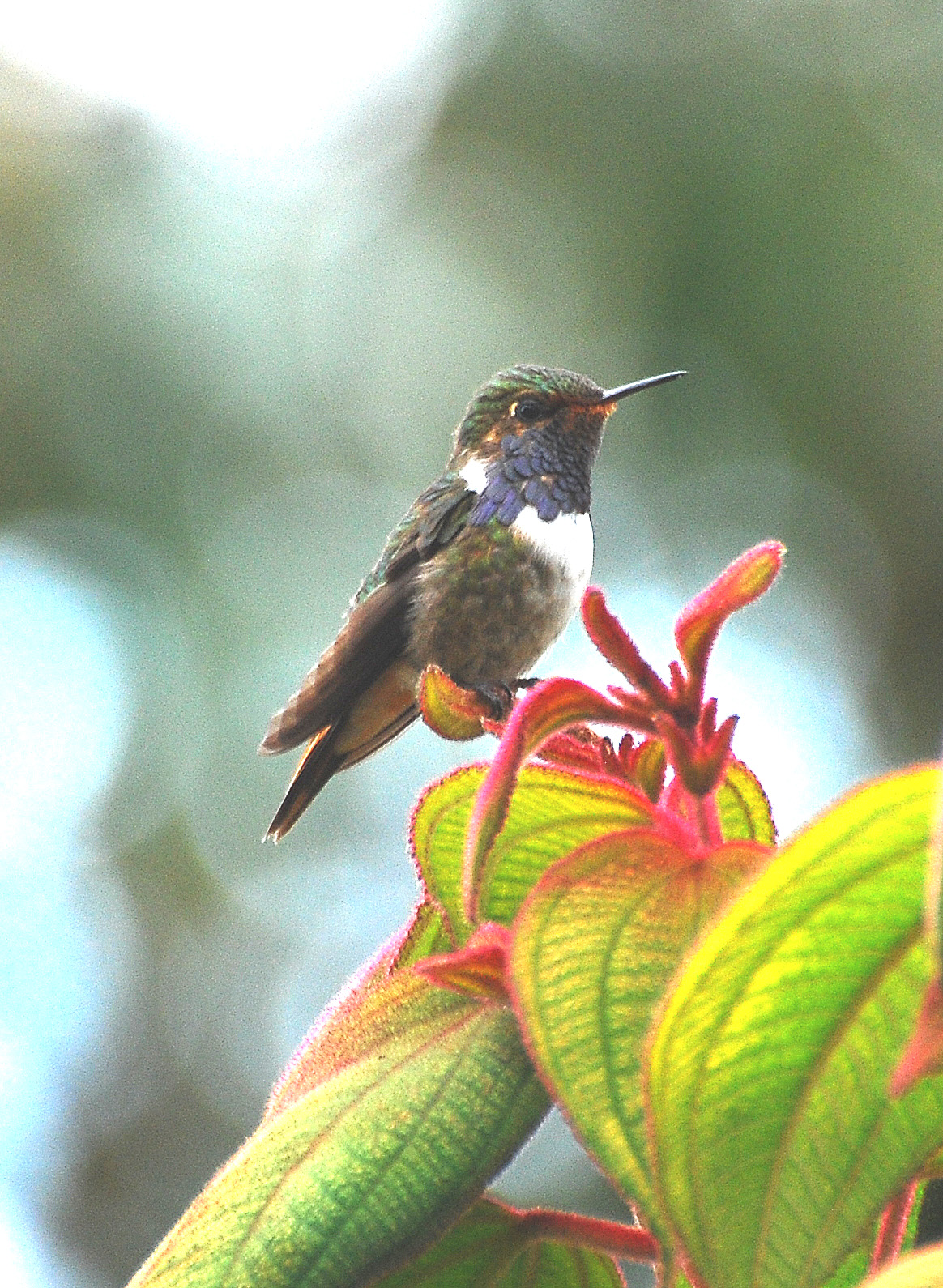

Vulkankolibrin har ett litet utbredningsområde och en population som uppskattas till endast mellan 20 000 och 50 000 vuxna individer. Beståndet tros dock vara stabilt. IUCN kategoriserar arten som livskraftig.